# 敵友識別系統

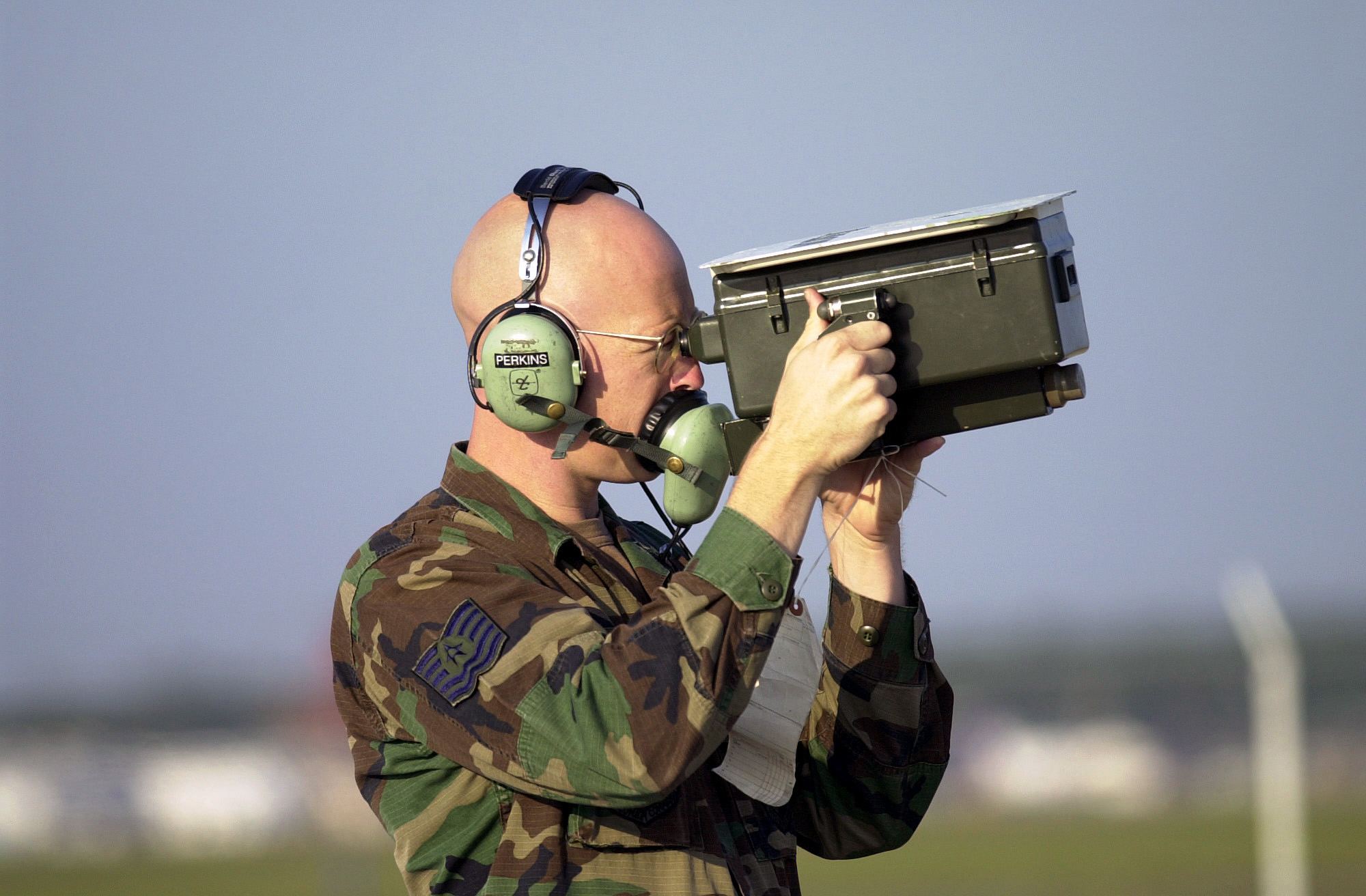
美国空军航空电子Technical Sergeant正在測試航空器的敵友識別系統transponder

敵友識別系統、敵我辨識系統（英語：Identification Friend or Foe，缩写IFF）是為了军事指揮和控制而設計的識別系統。能使得軍隊和國家机构（如民用空中交通管制）的訊問系統能夠識別飛機、車輛或友軍部隊，並確定受詢問方的方位和位置。軍用飞机和民用飛機都可以使用敵友識別系統。

## 北大西洋公約組織
北大西洋公約組織將在2020年以前採用Mode 5標準的敵友辨識系統，英國採用系統廠商為李奧納多·亨索爾特公司相容於Mode 5標準的產品：M428飛機、直升機與航艦詢答機、SIT 2010密碼電腦，與MSSR 2000 I、MSSR 1000 I詢問器。

## 外部連結
- 短片 STAFF FILM REPORT 66-27A (1966) 可在互联网档案馆自由下载